# Machaerium jacarandifolium
Machaerium jacarandifolium är en ärtväxtart som beskrevs av Henry Hurd Rusby. Machaerium jacarandifolium ingår i släktet Machaerium och familjen ärtväxter. Inga underarter finns listade i Catalogue of Life.